# Rifugio Nizza
Il rifugio Nizza (in francese Refuge de Nice) è un rifugio alpino situato nel Massiccio del Mercantour nelle Alpi Marittime.

## Accesso
L'accesso avviene da Belvédère e salendo in auto fino al parcheggio al Pont du Countet (1.692 m).

## Ascensioni
- Cima Maledia - 3.061 m
- Monte Clapier - 3.045 m

## Traversate
- Rifugio Pagarì - 2.650 m - attraverso il passo del Pagarì